# Documents Rusk

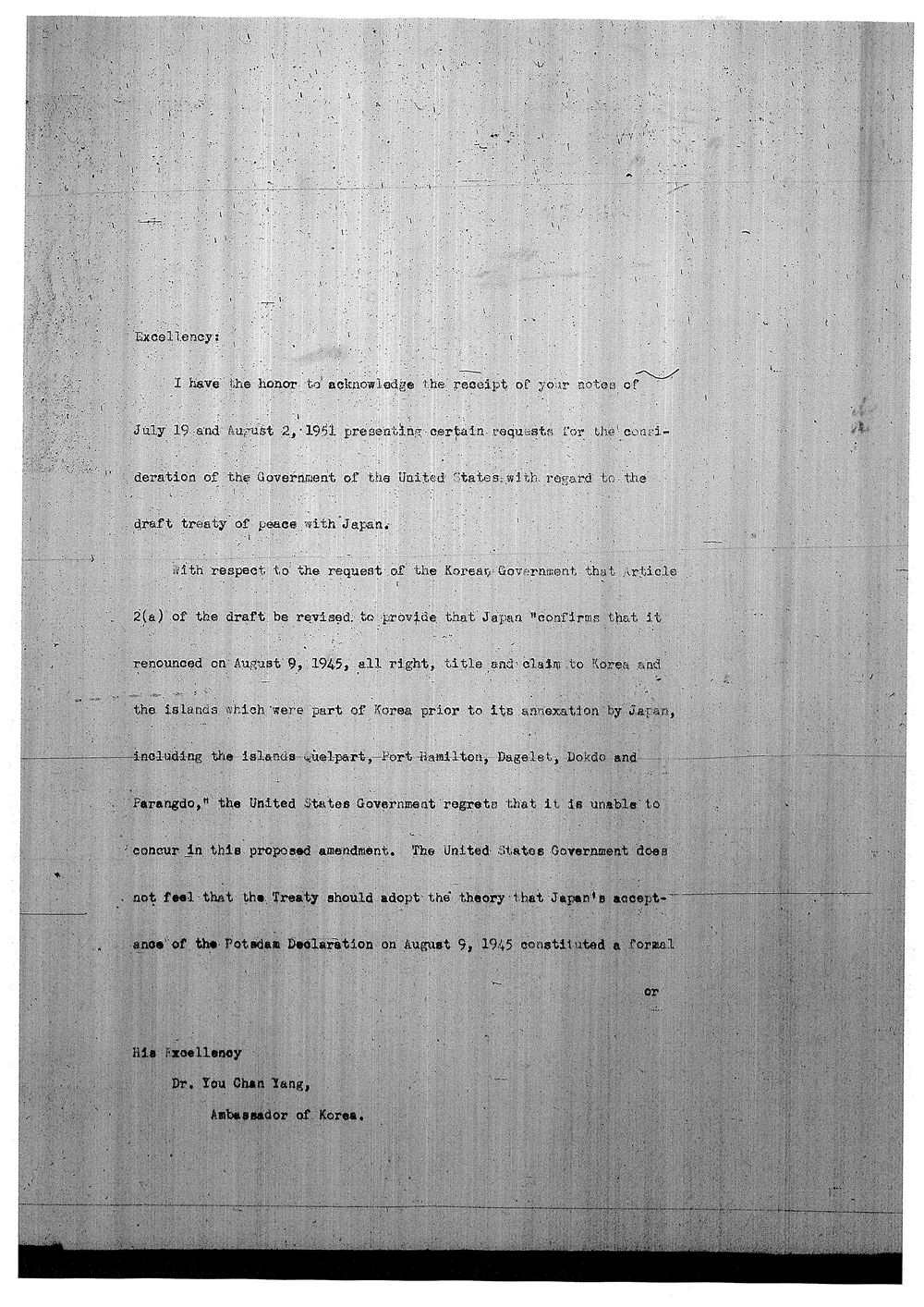
Les « documents Rusk » par Dean Rusk (1951).

Les documents Rusk (aussi appelés correspondance Rusk–Yang) sont la correspondance diplomatique officielle envoyée par Dean Rusk, vice-secrétaire d'État des États-Unis aux affaires d'Extrême-Orient, à Yang You-chan (ko), ambassadeur de la Corée du Sud, le 10 août 1951 pour clarifier la position du département d'État des États-Unis,, qui est que :
- l'acceptation du Japon de la déclaration de Potsdam ne constitue pas une renonciation officielle ou définitive à la souveraineté par le Japon sur les zones traités dans la Déclaration de Potsdam.
- Les rochers Liancourt n'ont jamais été considéré comme faisant partie de la Corée et, depuis environ 1905, sont sous la juridiction de la succursale des iles Oki de la Préfecture de Shimane, Japon. L'île ne semble jamais avoir été revendiquée par la Corée.
- la ligne MacArthur restera en vigueur jusqu'à la conclusion du traité de San Francisco.
- le Japon n'a aucune obligation de compenser les dommages causés sur son territoire aux propriétés et biens privés coréens pendant la guerre.
- la gestion des propriétés et biens japonais en Corée devra suivre les directives du commandement suprême des forces alliées et du gouvernement coréen.

## Contexte

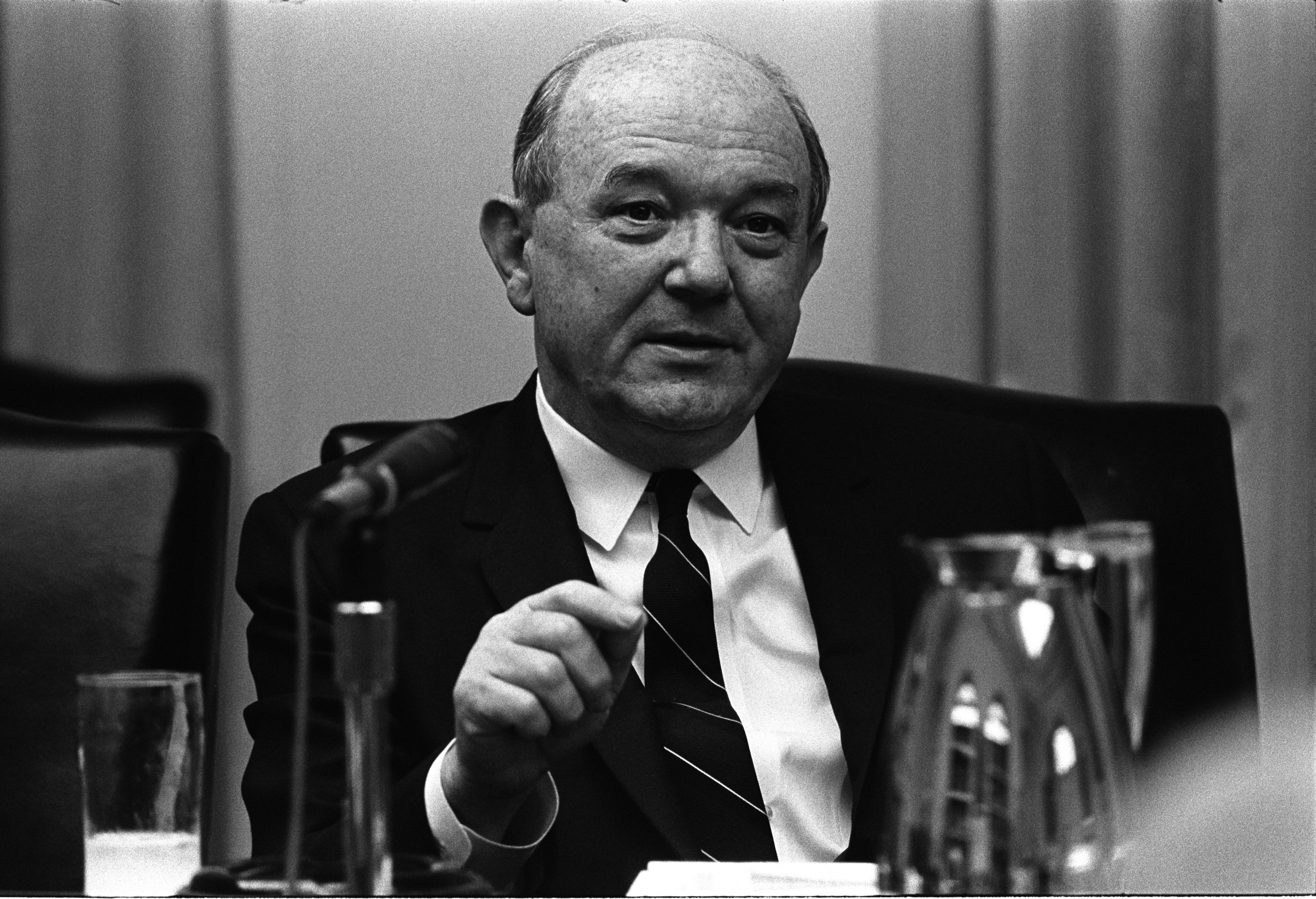
Dean Rusk en 1968.

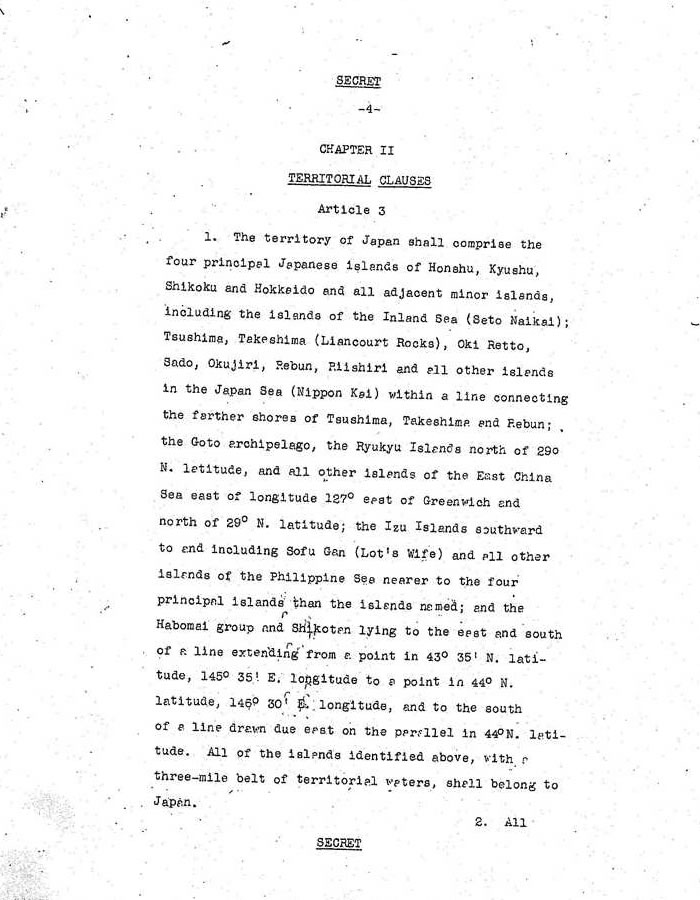
Extrait du passage statuant que la position américaine est que les rochers Liancourt sont un territoire japonais (version provisoire).

Les documents Rusk font partie d'une série de documents échangés entre la Corée, les États-Unis et le Japon, avant la signature du traité de San Francisco. Les premières versions du traité commencent à apparaître dès 1949. Au cours des années suivantes, la Corée effectue un certain nombre de demandes aux États-Unis qui envoient alors un certain nombre de réponses diplomatiques, dont les documents Rusk font partie. Le traité entre finalement en vigueur en avril 1952.

## Demandes coréennes
Le gouvernement sud-coréen insiste auprès des  États-Unis sur trois sujets :
1. Prévoir que le Japon « confirme avoir renoncé le 9 août 1945 à tout droit, titre et réclamation sur la Corée et les îles faisant partie de la Corée avant son annexion par le Japon, y compris l'île Quelpart, Port Hamilton, Dagelet, Dokdo et Parangdo (en) ».
2. Le transfert légal à la Corée et au gouvernement militaire de l'armée des États-Unis en Corée des propriétés de Japonais présentes en Corée.
3. Inclure la continuation de la ligne MacArthur dans le traité de San Francisco[5].

## Réponse du département d'Etat américain (documents Rusk)

### Finalité des restrictions à la souveraineté japonaise
La Corée demande un amendement officialisant la date à laquelle le Japon a cédé le contrôle de la Corée, y compris de plusieurs îles contestées réclamées par la Corée, au moment de l'acceptation japonaise de la déclaration de Potsdam, mais cela est rejeté : « Le gouvernement des États-Unis ne pense pas que le traité adopte la théorie selon laquelle l'acceptation par le Japon de la déclaration de Potsdam le 9 août 1945 constituait une renonciation formelle ou définitive à la souveraineté par le Japon dans les domaines traités par la déclaration ».

### Rochers Liancourt
Les États-Unis considèrent les rochers Liancourt comme une partie du territoire japonais et rejettent la revendication sud-coréenne : « En ce qui concerne l'île de Dokdo, aussi connue sous le nom de Takeshima ou rochers Liancourt, cette formation rocheuse généralement inhabitée n'a selon nos informations jamais été administrée par la Corée et, depuis 1905, est sous la juridiction des îles Oki de la préfecture de Shimane du Japon. L'île apparaît n'avoir jamais été réclamée par la Corée ».

### Ligne MacArthur et ligne Syngman Rhee
La ligne MacArthur ne devait être appliquée que jusqu'à la conclusion du traité de San Francisco : « La ligne dite MacArthur sera maintenue jusqu'à l'entrée en vigueur du traité ».
Le président sud-coréen Syngman Rhee ignore cependant cela et proclame la ligne Syngman Rhee et la souveraineté coréenne sur Dokdo le 18 janvier 1952, juste avant l'entrée en vigueur du traité de San Francisco le 28 avril 1952.

### Compensation de propriétés et biens coréens
Le Japon n'a aucune obligation de renvoyer les propriétés privées de Coréens présentes au Japon: « Il ne serait pas nécessaire d'obliger le Japon à renvoyer les biens de personnes d'origines coréennes au Japon puisque ces biens n'ont pas été confisqués ou réquisitionnés par le gouvernement japonais pendant la guerre. Compte tenu du fait que ces personnes avaient le statut de Japonais ».

### Propriétés et biens japonais en Corée
« Le Japon reconnaît la validité des dispositions des biens du Japon et des ressortissants japonais établis par ou en vertu des directives du gouvernement militaire des États-Unis dans l'un des domaines visés par les articles 2 et 3 ».

### L'île Parangdo
La Corée du Sud revendique également en 1951 une île à l'emplacement incertain, en même temps que les rochers Liancourt, Jeju-do et d'autres îles.
L'ambassadeur de Corée Yang You-chan demande au secrétaire d'État américain que « Parangdo » (파랑도, 波浪 島) soit inclus dans le territoire abandonné par le Japon. Par la suite, l'ambassadeur des États-Unis John Foster Dulles demande la localisation de « Parangdo » et des rochers Liancourt et le Premier secrétaire de l'ambassade de Corée du Sud aux États-Unis Pyo Wook-han répond qu'ils sont tous deux situés dans la mer du Japon (mer de l'Est) près d'Ulleungdo. M.Boggs « utilise toutes les ressources à Washington » mais n'est pas en mesure d'identifier « Parangdo ». La Corée du Sud retire entre-temps sa demande de « Parangdo».